# Unión Socialista (Chile, 1937-1938)
Unión Socialista (US) fue un partido político chileno creado en 1937 como una escisión del Partido Socialista. En 1938 formó parte de la Alianza Popular Libertadora (APL).

## Historia
Fue fundado como Unión Socialista el 6 de noviembre de 1937, a partir de una facción del Partido Socialista, encabezada por Ricardo Latcham Alfaro y Amaro Castro Retamal, quienes consideraban imposible la continuidad con el Frente Popular, debido a que el partido levantó la candidatura presidencial de Marmaduke Grove, mientras que el Frente en su totalidad apoyaba a la candidatura presidencial de Pedro Aguirre Cerda.

Asumimos la responsabilidad de fundar la "Unión Socialista" (US) y declaramos:
Primero: Desconocer toda autoridad al actual Secretario General y Comité Central Ejecutivo del Partido Socialista.
Segundo: Formar una Junta Provisoria que tomará la dirección del movimiento, hasta cuando una Convención General de la US designe las autoridades definitivas, formadas por las siguientes personas: Diputados: Ricardo Latchman, Carlos Muller, Guillermo Ovalle, Enrique Fuenzalida, Arturo Natho, Eugenio Monetta, Luis A. Canales, Arnoldo Teuch, Héctor Orellana, Ismael Carmona, Jaun Leiva, José Vergara, Albino Pezoa, Óscar Garrido, Daniel Acuna, Lorenzo Pinto
«Manifiesto de los socialistas», Diario La Opinión, 7 de noviembre de 1937.

El grupo se fusionó el 6 de enero de 1938 con el Partido Radical Socialista, el ala ibañista del Partido Democrático y los Liberales Democráticos —un pequeño grupo del Partido Liberal— bajo el nombre de Unión Socialista de Chile. El 10 de febrero adhirió a la candidatura de Carlos Ibáñez del Campo para la elección presidencial de 1938, ingresando posteriormente a la Alianza Popular Libertadora (APL), lo cual provocó la salida de varios de sus miembros descontentos con el apoyo al exmilitar.
Posteriormente, algunos de sus militantes se unieron formalmente a la APL, que se constituyó como partido, y al Partido Radical, quedando extinta la Unión Socialista en 1938.